# Frédéric Grousset
Pour les articles homonymes, voir Grousset.
Frédéric Grousset (20 octobre 1843, Salelles - 7 février 1897, Mende), est un avocat, magistrat et homme politique français.

## Biographie
Il suivit se études au Petit séminaire de Chirac, au collège de Jésuites de Mende, puis à la Faculté de droit de Paris. Devenu avocat à Mende, il entra dans la magistrature en 1869, devenant notamment substitut du procureur près le tribunal civil de Nîmes, avant de revenir au barreau en 1880.
Conseiller général du canton de Saint-Germain-du-Teil, il fut élu député conservateur de la  Lozère en 1889.
Il fut membre de la commission de Panama et se réunit à Albert de Mun et à Jacques Piou, à la suite du ralliement ordonné par le pape Léon XIII.

### Sources
- « Frédéric Grousset », dans le Dictionnaire des parlementaires français (1889-1940), sous la direction de Jean Jolly, PUF, 1960 [détail de l’édition]